# Машхан
Машхан (азерб. Maşxan, тал. Машхон/Mašhon) — село в административно-территориальном округе села Тангерюд Астаринского района Азербайджана. Расположена в 14 км от Астары

## История
На территории села располагалось древнее поселение датированное II—I веком до нашей эры. Село Машхан было основано в XV веке, первое упоминание о нём на карте датировано 1871 годом.
В Российской империи входил в Ленкоранский уезд Бакинской губернии. В начале XX века в селе была построена первая школа (снесена в 1980-х).
У талышей священными деревьями считались бук, дуб, а также платан. Таким объектом особого почитания был священный дуб в Машхане, оно украшалось различными тканями и рубить ветви таких деревьев было нельзя.
В советское время в село протянуто электричество, также в конце 1970-х в селе построена новая 10-ти классная школа. В селе находилась часть совместного с Тангерюдом совхоза «Шафег».
Село находится вблизи Талышских гор. Через село проходит автодорога Баку—Алят—Астара.

### Этимология
Название села происходит от персидского «Ма шейхан», что значит "Мы шейхи", в связи с тем что в селе жили сейиды-шейхи Султан Ахмед ибн Керим и Шейх Керим.

## Инфраструктура и образование

### Образование
В Машхане есть 11-классная школа имени Низами Алиева, в которой учатся около 600 учеников. Также действует детский сад.

### Связь
В селе есть почтовое отделение, 2 телефонных вышки. Есть покрытие всех крупнейших сотовых операторов страны.

### Религия
В селе находится мавзолей сейида Султана Ахмеда ибн Керима (старый мавзолей обрушился, новый построен в 1999). Также в Машхане есть мечеть имени имама Хусейна (основана в XV веке, нынешнее здание построено в XVIII веке).

### Достопримечательности
В селе есть родник с чистой водой. Данный родник был обнаружен в XIX веке, но позже через родник была проведена автотрасса. Позже в 1960-х была проведена труба ведущая воду из родника наружу. Тогда же построено построение возле родника. В народе родник называют «Джейран булагы», хотя его официальное название «Кызлар су башында».
В Машхане находится особо сакральный для талышей дуб. Талыши из отдалённых мест прибывают в Машхан чтобы его увидеть.

## Население
В Машхане в основном проживают талыши. Большую часть населения составляют мусульмане-шииты. Есть небольшая суннитская община.
В 1980-х и 1990-х годах в деревне проживало около 1500 человек, в настоящее время население составляет около 2500 человек. Население в основном занимается овощеводством, а также животноводством, сельским хозяйством и выращиванием цитрусовых.

## Галерея

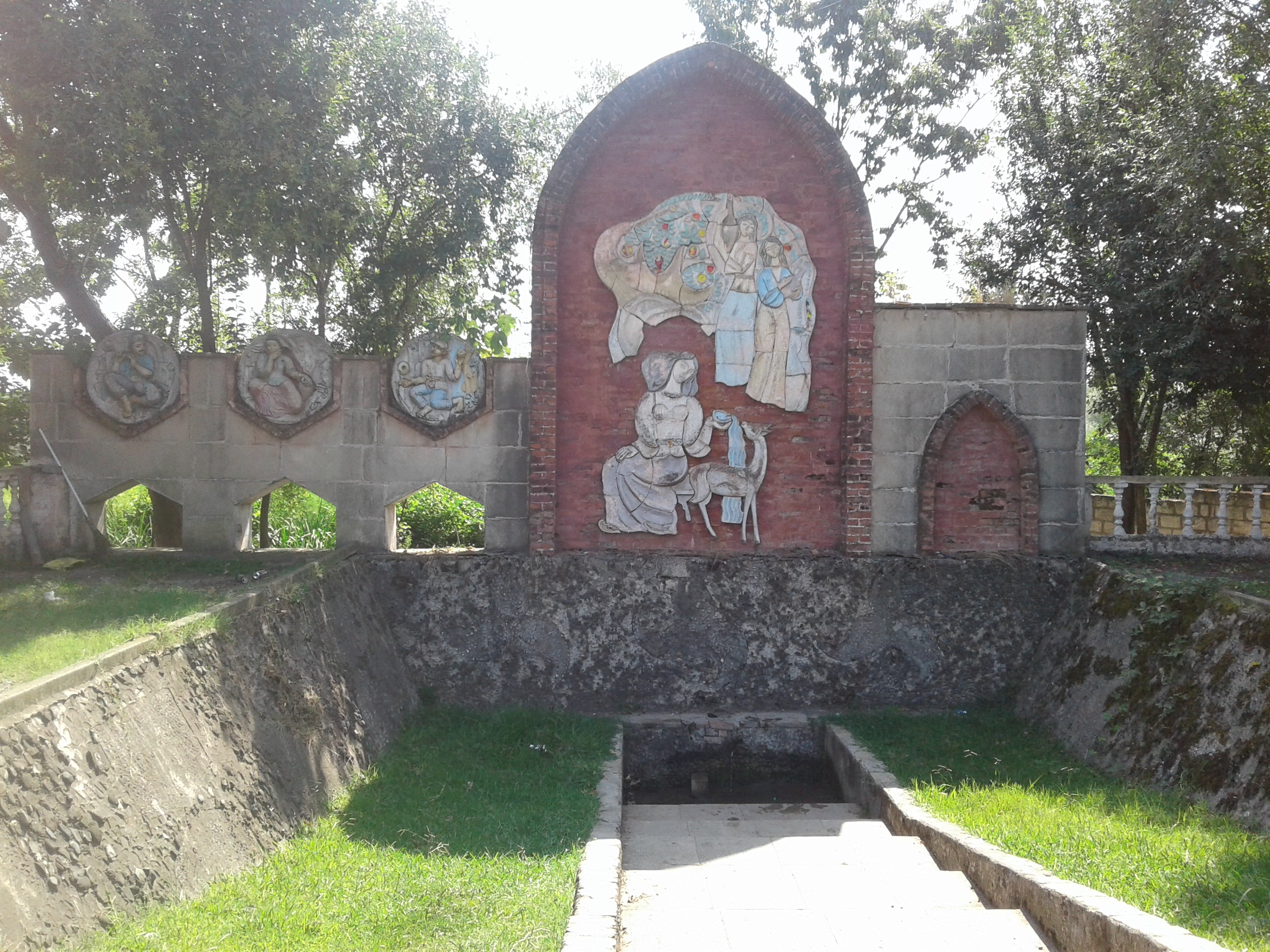
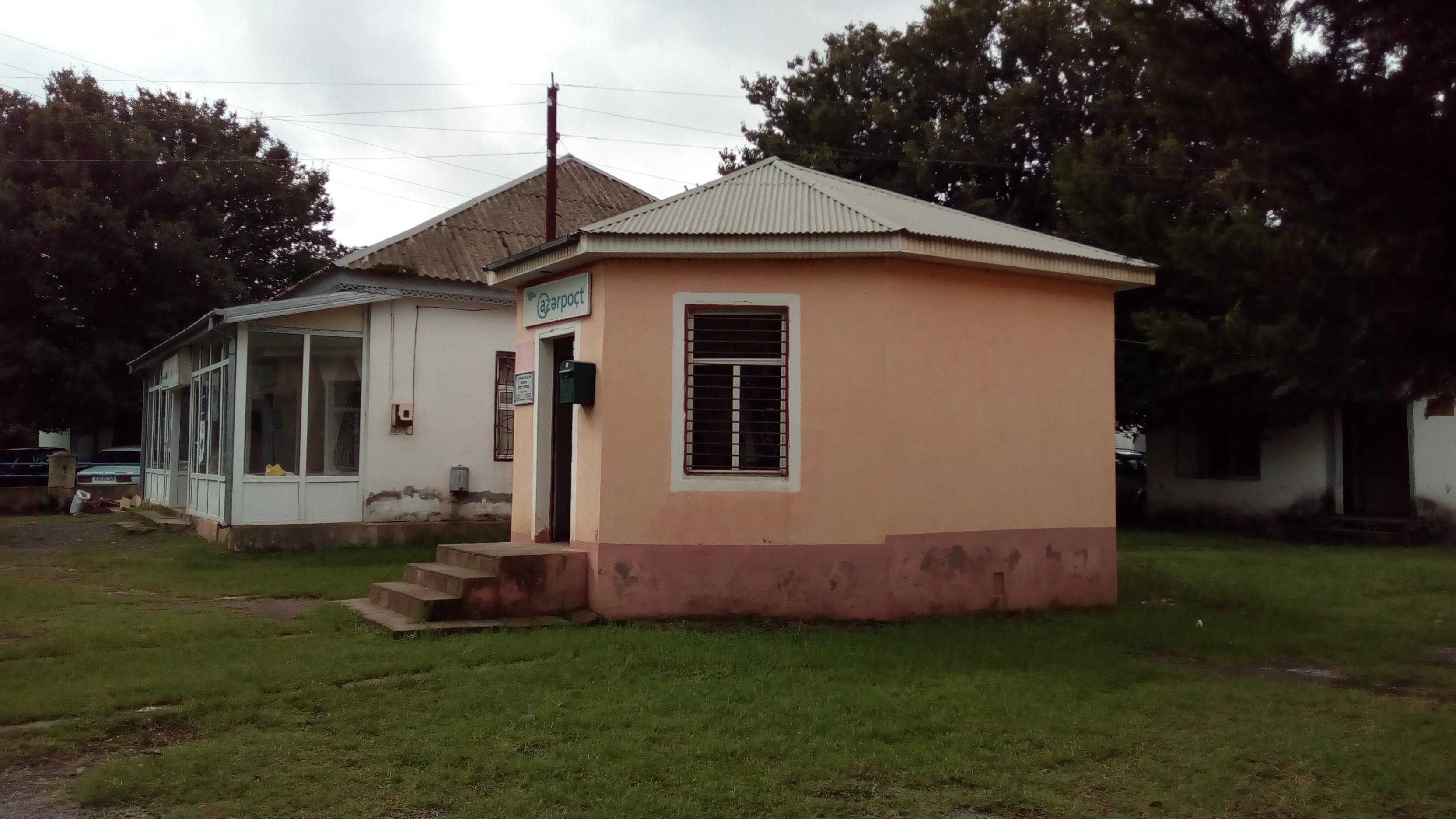
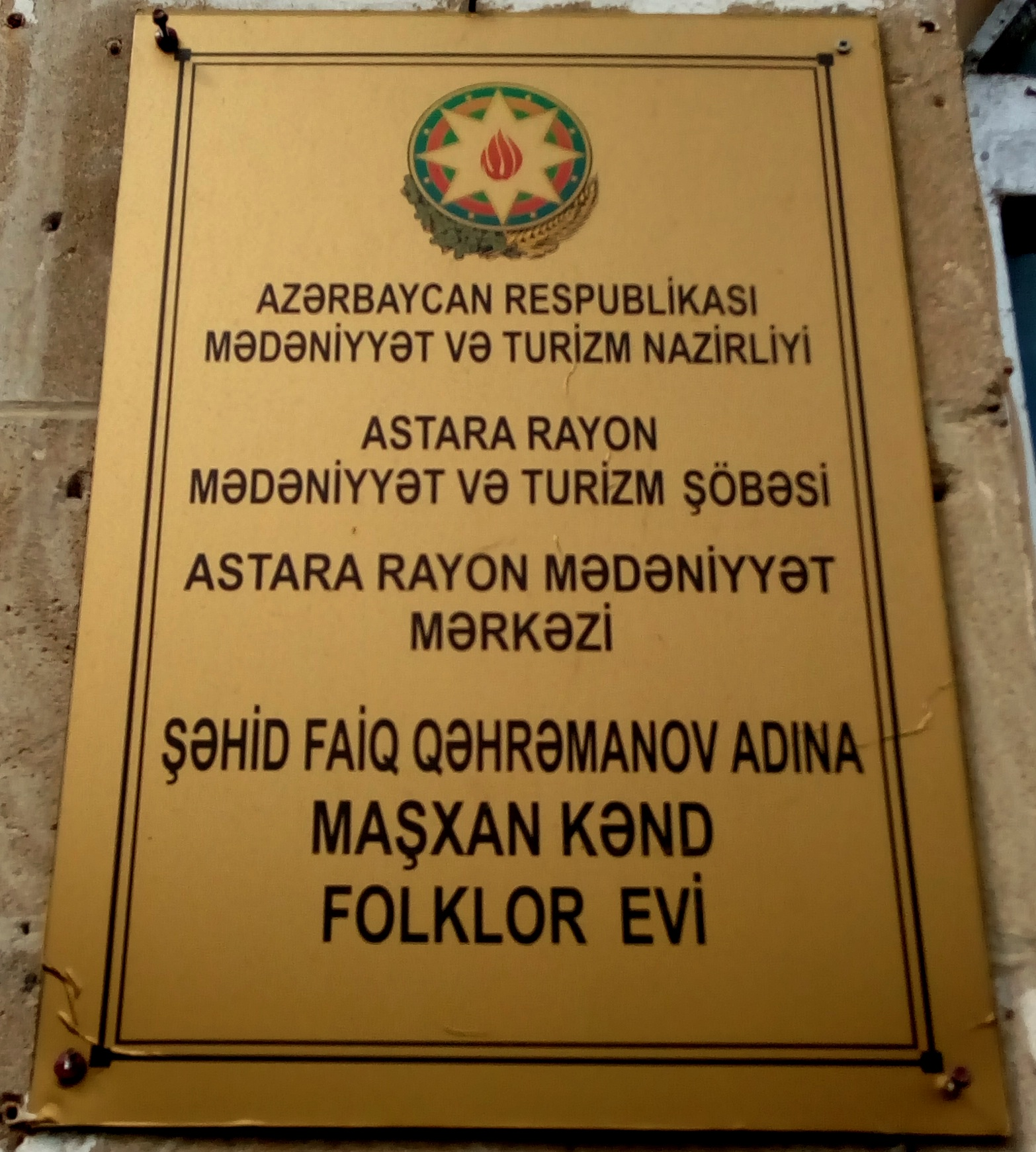
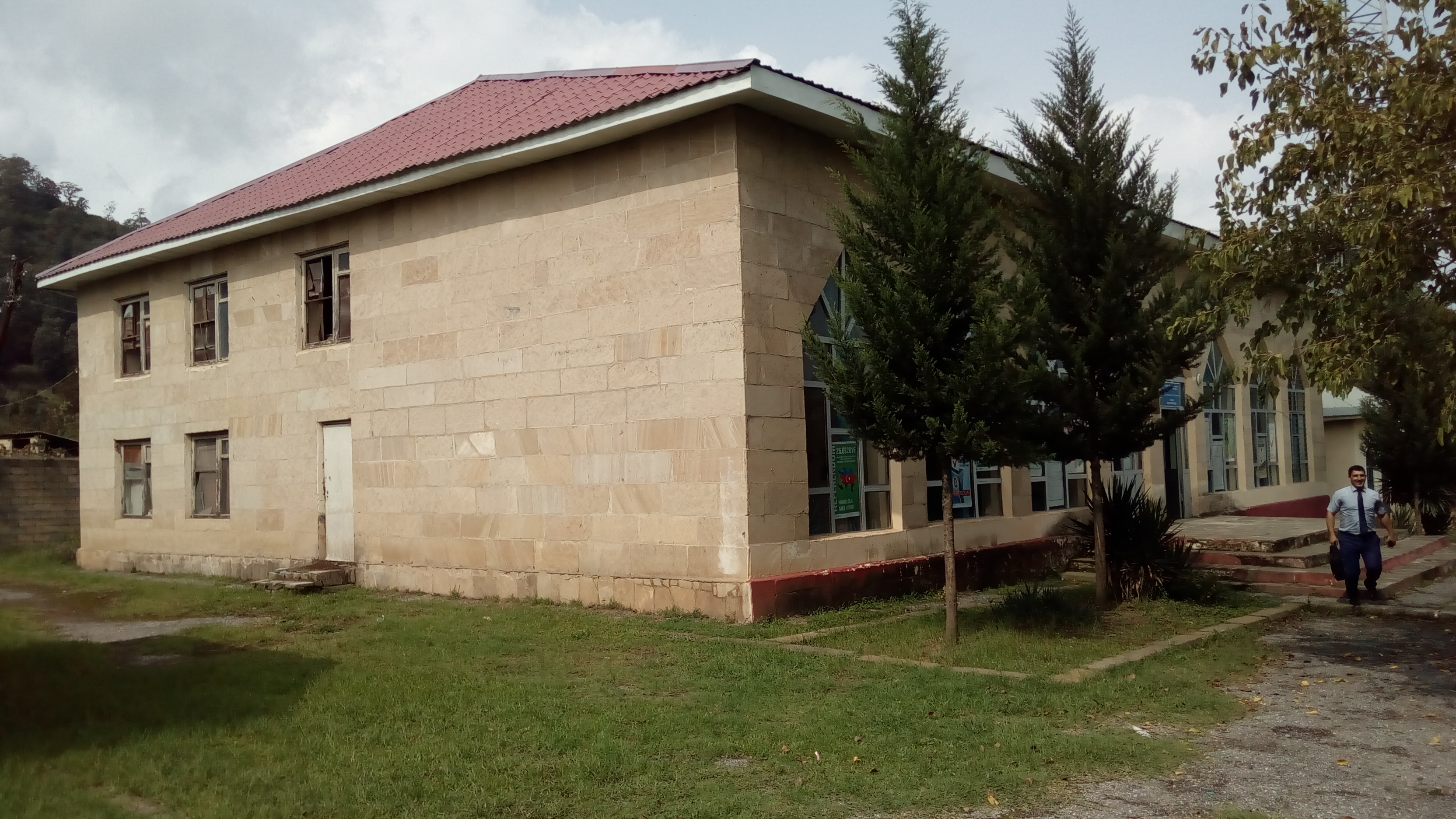
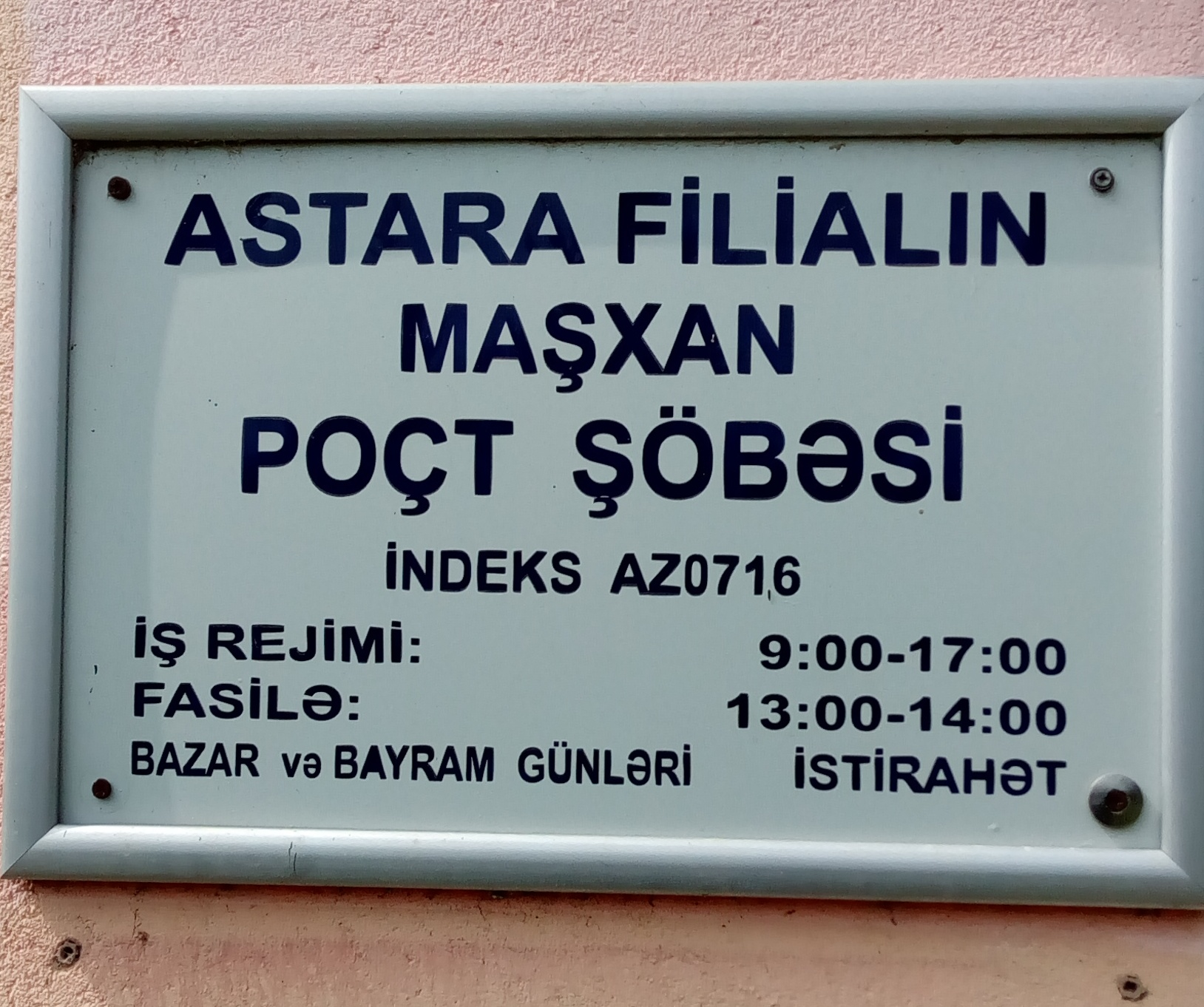
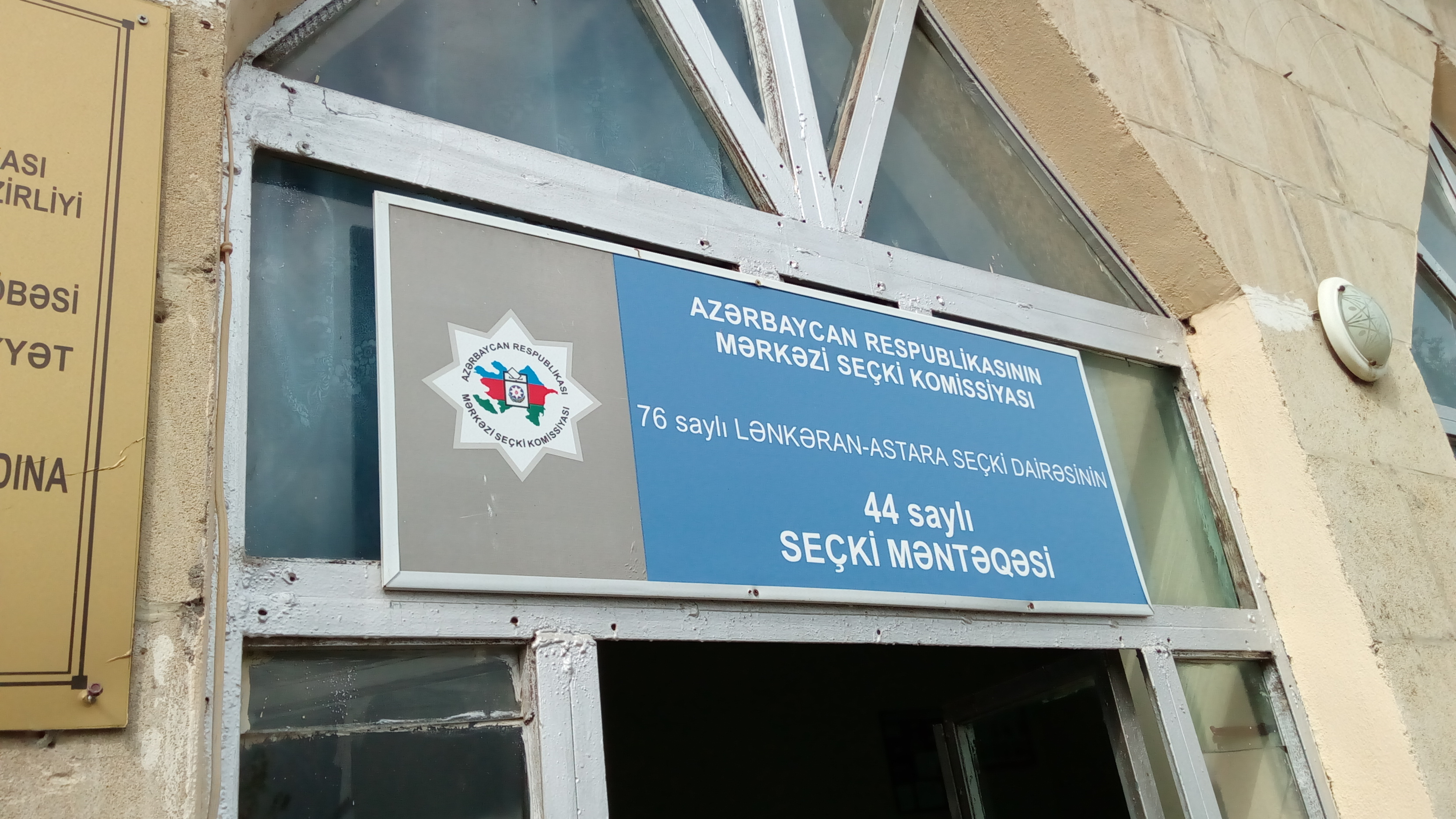